# International Champions Cup de 2016
A International Champions Cup de 2016 foi um torneio amistoso de futebol disputado por 17 equipes, sendo um da Liga Australiana: Melbourne Victory e dezesseis clubes europeus: Celtic, Bayern de Munique, Liverpool, Leicester, Real Madrid, Milan, Internazionale, Barcelona, Chelsea, Paris Saint-Germain, Atlético de Madrid, Juventus, Tottenham, Manchester United, Manchester City e Borussia Dortmund.

## Participantes

### Austrália
| País       | Clube              | Cidade    | Confederação | Liga           |
| ---------- | ------------------ | --------- | ------------ | -------------- |
| Austrália  | Melbourne Victory  | Melbourne | AFC          | A-League       |
| Espanha    | Atlético de Madrid | Madrid    | UEFA         | La Liga        |
| Inglaterra | Tottenham          | Londres   | UEFA         | Premier League |
| Itália     | Juventus           | Turim     | UEFA         | Serie A        |

### China
| País       | Clube             | Cidade     | Confederação | Liga           |
| ---------- | ----------------- | ---------- | ------------ | -------------- |
| Alemanha   | Borussia Dortmund | Dortmund   | UEFA         | Bundesliga     |
| Inglaterra | Manchester United | Manchester | UEFA         | Premier League |
| Inglaterra | Manchester City   | Manchester | UEFA         | Premier League |

### Estados Unidos e Europa
| País       | Clube               | Cidade    | Confederação | Liga                 |
| ---------- | ------------------- | --------- | ------------ | -------------------- |
| Alemanha   | Bayern de Munique   | Munique   | UEFA         | Bundesliga           |
| Escócia    | Celtic              | Glasgow   | UEFA         | Scottish Premiership |
| Espanha    | Barcelona           | Barcelona | UEFA         | La Liga              |
| Espanha    | Real Madrid         | Madrid    | UEFA         | La Liga              |
| França     | Paris Saint-Germain | Paris     | UEFA         | Ligue 1              |
| Inglaterra | Chelsea             | Londres   | UEFA         | Premier League       |
| Inglaterra | Leicester           | Leicester | UEFA         | Premier League       |
| Inglaterra | Liverpool           | Liverpool | UEFA         | Premier League       |
| Itália     | Internazionale      | Milão     | UEFA         | Serie A              |
| Itália     | Milan               | Milão     | UEFA         | Serie A              |

## Sedes
O Torneio amistoso terá um total de 18 sedes diferentes.
Austrália
| Melbourne                     | Melbourne |
| Melbourne Cricket Ground      | Melbourne |
| 37° 49′ 12″ S, 144° 59′ 00″ L | Melbourne |
| Capacidade: 100.024           | Melbourne |
|                               | Melbourne |

China
| Beijing                       | Shenzhen                          | Beijing Shenzhen Shanghai | Shangai                             |
| National Stadium              | Longgang Stadium                  | Beijing Shenzhen Shanghai | Shanghai Stadium                    |
| 39° 59′ 30″ N, 116° 23′ 26″ L | 22° 41′ 49,7″ N, 114° 12′ 43,9″ L | Beijing Shenzhen Shanghai | 31° 11′ 00,61″ N, 121° 26′ 14,28″ L |
| Capacidade: 80.000            | Capacidade: 60.334                | Beijing Shenzhen Shanghai | Capacidade: 56.842                  |
|                               |                                   | Beijing Shenzhen Shanghai |                                     |

Estados Unidos
| Ann Arbor                           | Chicago                                                                                             | Eugene                                                                                              | Columbus                     |
| ----------------------------------- | --------------------------------------------------------------------------------------------------- | --------------------------------------------------------------------------------------------------- | ---------------------------- |
| Michigan Stadium                    | Soldier Field                                                                                       | Autzen Stadium                                                                                      | Ohio Stadium                 |
| 47° 35′ 42,72″ N, 122° 19′ 53,76″ O | 41° 51′ 45″ N, 87° 37′ 00″ O                                                                        | 44° 03′ 30″ N, 123° 04′ 07″ O                                                                       | 40° 00′ 06″ N, 83° 01′ 11″ O |
| Capacidade: 107.601                 | Capacidade: 61.500                                                                                  | Capacidade: 59.000                                                                                  | Capacidade: 104.944          |
|                                     | | |                              |
| Santa Clara                         | Ann Arbor Carson Charlotte Chicago Columbus East Rutherford Eugene Minneapolis Pasadena Santa Clara | Ann Arbor Carson Charlotte Chicago Columbus East Rutherford Eugene Minneapolis Pasadena Santa Clara | East Rutherford              |
| Levi's Stadium                      | Ann Arbor Carson Charlotte Chicago Columbus East Rutherford Eugene Minneapolis Pasadena Santa Clara | Ann Arbor Carson Charlotte Chicago Columbus East Rutherford Eugene Minneapolis Pasadena Santa Clara | MetLife Stadium              |
| 37° 24′ 10,8″ N, 121° 58′ 12″ O     | Ann Arbor Carson Charlotte Chicago Columbus East Rutherford Eugene Minneapolis Pasadena Santa Clara | Ann Arbor Carson Charlotte Chicago Columbus East Rutherford Eugene Minneapolis Pasadena Santa Clara | 40° 44′ 12″ N, 74° 09′ 01″ O |
| Capacidade: 68.500                  | Ann Arbor Carson Charlotte Chicago Columbus East Rutherford Eugene Minneapolis Pasadena Santa Clara | Ann Arbor Carson Charlotte Chicago Columbus East Rutherford Eugene Minneapolis Pasadena Santa Clara | Capacidade: 82.566           |
|                                     | Ann Arbor Carson Charlotte Chicago Columbus East Rutherford Eugene Minneapolis Pasadena Santa Clara | Ann Arbor Carson Charlotte Chicago Columbus East Rutherford Eugene Minneapolis Pasadena Santa Clara |                              |
| Minneapolis                         | Carson                                                                                              | Pasadena                                                                                            | Charlotte                    |
| U.S. Bank Stadium                   | StubHub Center                                                                                      | Rose Bowl                                                                                           | Bank of America Stadium      |
| 44° 58′ 26″ N, 93° 15′ 28″ O        | 33° 51′ 52″ N, 118° 15′ 40″ O                                                                       | 34° 09′ 41″ N, 118° 10′ 03″ O                                                                       | 35° 13′ 33″ N, 80° 51′ 10″ O |
| Capacidade: 66.792                  | Capacidade: 27.000                                                                                  | Capacidade: 92.542                                                                                  | Capacidade: 74.455           |
|                                     | | |                              |

Europa
| Londres                     | Glasgow                           | Dublin                        | London Glasgow Dublin Stockholm Limerick | Estocolmo                    | Limerick                    |
| Wembley Stadium             | Celtic Park                       | Aviva Stadium                 | London Glasgow Dublin Stockholm Limerick | Friends Arena                | Thomond Park                |
| 51° 33′ 21″ N, 0° 16′ 47″ O | 55° 50′ 58,96″ N, 4° 12′ 20,12″ O | 53° 20′ 06,5″ N, 6° 13′ 42″ O | London Glasgow Dublin Stockholm Limerick | 59° 22′ 21″ N, 18° 00′ 00″ L | 52° 40′ 27″ N, 8° 38′ 33″ L |
| Capacidade: 90.000          | Capacidade: 60.411                | Capacidade: 51.700            | London Glasgow Dublin Stockholm Limerick | Capacidade: 50.653           | Capacidade: 25.630          |
|                             |                                   |                               | London Glasgow Dublin Stockholm Limerick |                              |                             |

## Formato de disputa
Em cada jogo são concedidos 3 pontos para vitória no tempo regulamentar e 0 ponto por derrota no tempo regulamentar. Em caso de empate, será feita uma disputa de pênaltis. O vencedor da disputa ganha 2 pontos e o perdedor da disputa 1 ponto. A classificação será feita por (a) pontos ganhos, (b) saldo de gols, (c) gols marcados e (d) confronto direto.

## Partidas
Austrália
| 23 de julho    | Melbourne Victory | 1 – 1     | Juventus   | Melbourne Cricket Ground, Melbourne          |
| 19:00 (UTC+10) | Ingham 83'        | Relatório | Blanco 58' | Público: 23 174 Árbitro: JAP Hiroyuki Kimura |

|                                      |       | Penalidades                          |  |
| Valeri Ingham Baró Galloway Pasquali | 4 – 3 | Marrone Vitale Macek Rosseti Padovan |  |

| 26 de julho    | Juventus                | 2 – 1     | Tottenham  | Melbourne Cricket Ground, Melbourne            |
| 20:00 (UTC+10) | Dybala 6' · Benatia 14' | Relatório | Lamela 67' | Público: 31 447 Árbitro: AUS Benjamin Williams |

| 29 de julho    | Tottenham | 0 – 1     | Atlético de Madrid | Melbourne Cricket Ground, Melbourne      |
| 20:00 (UTC+10) |           | Relatório | Godín 40'          | Público: 42 107 Árbitro: AUS Chris Beath |

China
| 22 de julho   | Manchester United | 1 – 4     | Borussia Dortmund                                    | Shanghai Stadium, Shanghai           |
| 20:00 (UTC+8) | Mkhitaryan 59'    | Relatório | Castro 19', 86' · Aubameyang 36' (pen) · Dembélé 57' | Público: 38 285 Árbitro: CHN Di Wang |

| 25 de julho   | Manchester City | Cancelado | Manchester United | National Stadium, Beijing |
| 20:00 (UTC+8) |                 | Relatório |                   |                           |

| 28 de julho   | Borussia Dortmund | 1 – 1     | Manchester City | Longgang Stadium, Shenzhen           |
| 20:00 (UTC+8) | Pulisic 90+6'     | Relatório | Agüero 79'      | Público: 32 008 Árbitro: CHN Fu Ming |

|                                                           |       | Penalidades                                                         |  |
| Passlack Kagawa Castro Burnic Pulisic Hober Larsen Merino | 5 – 6 | García Adarabioyo Fernandinho Silva Agüero Nolito Sterling Angelino |  |

América do Norte e Europa
| 23 de julho   | Celtic        | 1 – 1     | Leicester  | Celtic Park, Glasgow                     |
| 17:30 (UTC+0) | O'Connell 59' | Relatório | Mahrez 46' | Público: 32 658 Árbitro: SCO John Beaton |

|                                                  |       | Penalidades                                          |  |
| Çiftçi Johansen Allan O'Connell Christie Forrest | 5 – 6 | Fuchs Wasilewski Drinkwater Chilwell Okazaki Amartey |  |

| 24 de julho   | Internazionale      | 1 – 3     | Paris Saint-Germain           | Autzen Stadium, Eugene                    |
| 14:00 (UTC-8) | Jovetić 45+3' (pen) | Relatório | Aurier 14', 87' · Kurzawa 61' | Público: 24 147 Árbitro: EUA Jair Marrufo |

| 27 de julho   | Real Madrid       | 1 – 3     | Paris Saint-Germain         | Ohio Stadium, Columbus                       |
| 19:30 (UTC-5) | Marcelo 44' (pen) | Relatório | Ikoné 2' · Meunier 35', 40' | Público: 86 641 Árbitro: EUA Hilario Grajeda |

| 27 de julho   | Bayern de Munique                 | 3 – 3     | Milan                                  | Soldier Field, Chicago                   |
| 20:00 (UTC-6) | Ribéry 29', 90' (pen) · Alaba 38' | Relatório | Niang 23' · Bertolacci 49' · Kucka 61' | Público: 44 826 Árbitro: EUA Mark Geiger |

|                           |       | Penalidades                             |  |
| Lahm Alaba Bernat Rafinha | 3 – 5 | Honda Matri Kucka Romagnoli Bonaventura |  |

| 27 de julho   | Chelsea    | 1 – 0     | Liverpool | Rose Bowl, Pasadena                           |
| 20:00 (UTC-8) | Cahill 10' | Relatório |           | Público: 53 117 Árbitro: EUA Baldomero Toledo |

| 30 de julho   | Barcelona                           | 3 – 1     | Celtic        | Aviva Stadium, Dublin                   |
| 18:00 (UTC+0) | Turan 11' · Ambrose 31' · Munir 41' | Relatório | Griffiths 29' | Público: 47 900 Árbitro: IRL Neil Doyle |

| 30 de julho   | Real Madrid                    | 3 – 2     | Chelsea           | Michigan Stadium, Ann Arbor                    |
| 15:00 (UTC-5) | Marcelo 19', 26' · Mariano 37' | Relatório | Hazard 80', 90+1' | Público: 105 826 Árbitro: EUA Younes Marrakchi |

| 30 de julho   | Internazionale | 1 – 4     | Bayern de Munique               | Bank of America Stadium, Charlotte         |
| 17:00 (UTC-5) | Icardi 90'     | Relatório | Green 7', 30', 35' · Ribéry 13' | Público: 53 629 Árbitro: EUA Mark Kadlecik |

| 30 de julho   | Liverpool                       | 2 – 0     | Milan | Levi's Stadium, Santa Clara              |
| 19:00 (UTC-8) | Origi 59' · Roberto Firmino 73' | Relatório |       | Público: 30 758 Árbitro: EUA Kevin Stott |

| 3 de agosto   | Barcelona                                   | 4 – 2     | Leicester     | Friends Arena, Estocolmo                          |
| 20:00 (UTC+1) | Munir 26', 45' · L. Suárez 34' · Mújica 84' | Relatório | Musa 47', 66' | Público: 42 879 Árbitro: SUE Martin Strömbergsson |

| 3 de agosto   | Bayern de Munique | 0 – 1     | Real Madrid | MetLife Stadium, East Rutherford           |
| 19:30 (UTC-5) |                   | Relatório | Danilo 79'  | Público: 82 012 Árbitro: EUA Jaime Herrera |

| 3 de agosto   | Milan           | 1 – 3     | Chelsea                           | U.S. Bank Stadium, Minneapolis               |
| 20:00 (UTC-6) | Bonaventura 38' | Relatório | Traoré 24' · Oscar 70' (pen), 87' | Público: 64 101 Árbitro: EUA Edvin Jurisevic |

| 6 de agosto   | Liverpool                                            | 4 – 0     | Barcelona | Wembley Stadium, Londres                     |
| 17:00 (UTC+0) | Mané 15' · Mascherano 47' · Origi 48' · Grujić 90+3' | Relatório |           | Público: 89 845 Árbitro: ING Martin Atkinson |

| 13 de agosto  | Internazionale            | 2 – 0     | Celtic | Thomond Park, Limerick                       |
| 14:00 (UTC+0) | Éder 45+1' · Candreva 71' | Relatório |        | Público: 12 873 Árbitro: IRL Paul McLaughlin |

## Classificação
Austrália
| Pos. | Equipe             | Pts | J | V | VP | DP | D | GP | GC | SG | Situação |
| ---- | ------------------ | --- | - | - | -- | -- | - | -- | -- | -- | -------- |
| 1    | Juventus           | 4   | 2 | 1 | 0  | 1  | 0 | 3  | 2  | +1 | Campeão  |
| 2    | Atlético de Madrid | 3   | 1 | 1 | 0  | 0  | 0 | 1  | 0  | +1 |          |
| 3    | Melbourne Victory  | 2   | 1 | 0 | 1  | 0  | 0 | 1  | 1  | 0  |          |
| 4    | Tottenham          | 0   | 2 | 0 | 0  | 0  | 2 | 1  | 3  | –2 |          |

China
| Pos. | Equipe            | Pts | J | V | VP | DP | D | GP | GC | SG | Situação |
| ---- | ----------------- | --- | - | - | -- | -- | - | -- | -- | -- | -------- |
| 1    | Borussia Dortmund | 4   | 2 | 1 | 0  | 1  | 0 | 5  | 2  | +3 |          |
| 2    | Manchester City   | 2   | 1 | 0 | 1  | 0  | 0 | 1  | 1  | 0  |          |
| 3    | Manchester United | 0   | 1 | 0 | 0  | 0  | 1 | 1  | 4  | –3 |          |

- Não houve campeão, pois nem todos os jogos puderam ser realizados.[1]

América do Norte e Europa
| Pos. | Equipe              | Pts | J | V | VP | DP | D | GP | GC | SG | Situação |
| ---- | ------------------- | --- | - | - | -- | -- | - | -- | -- | -- | -------- |
| 1    | Paris Saint-Germain | 9   | 3 | 3 | 0  | 0  | 0 | 10 | 2  | +8 | Campeão  |
| 2    | Liverpool           | 6   | 3 | 2 | 0  | 0  | 1 | 6  | 1  | +5 |          |
| 3    | Chelsea             | 6   | 3 | 2 | 0  | 0  | 1 | 6  | 4  | +2 |          |
| 4    | Barcelona           | 6   | 3 | 2 | 0  | 0  | 1 | 7  | 7  | 0  |          |
| 5    | Real Madrid         | 6   | 3 | 2 | 0  | 0  | 1 | 5  | 5  | 0  |          |
| 6    | Bayern de Munique   | 4   | 3 | 1 | 0  | 1  | 1 | 7  | 5  | +2 |          |
| 7    | Internazionale      | 3   | 3 | 1 | 0  | 0  | 2 | 4  | 7  | –3 |          |
| 8    | Milan               | 2   | 3 | 0 | 1  | 0  | 2 | 4  | 8  | –4 |          |
| 9    | Leicester           | 2   | 3 | 0 | 1  | 0  | 2 | 3  | 9  | –6 |          |
| 10   | Celtic              | 1   | 3 | 0 | 0  | 1  | 2 | 2  | 6  | –4 |          |

## Estatísticas
- Atualizado em 6 de agosto de 2016

| Pos. | Jogador             | Equipe(s)           | Gols |
| ---- | ------------------- | ------------------- | ---- |
| 1º   | Franck Ribéry       | Bayern de Munique   | 3    |
| 1º   | Julian Green        | Bayern de Munique   | 3    |
| 1º   | Marcelo             | Real Madrid         | 3    |
| 1º   | Munir El Haddadi    | Barcelona           | 3    |
| 5º   | Divock Origi        | Liverpool           | 2    |
| 5º   | Eden Hazard         | Chelsea             | 2    |
| 5º   | Gonzalo Castro      | Borussia Dortmund   | 2    |
| 5º   | Jonathan Ikoné      | Paris Saint-Germain | 2    |
| 5º   | Oscar               | Chelsea             | 2    |
| 5º   | Serge Aurier        | Paris Saint-Germain | 2    |
| 5º   | Thomas Meunier      | Paris Saint-Germain | 2    |
| 12º  | Andrea Bertolacci   | Milan               | 1    |
| 12º  | Antonio Candreva    | Internazionale      | 1    |
| 12º  | Arda Turan          | Barcelona           | 1    |
| 12º  | Aubameyang          | Borussia Dortmund   | 1    |
| 12º  | Bertrand Traoré     | Chelsea             | 1    |
| 12º  | Carlos Blanco       | Juventus            | 1    |
| 12º  | Christian Pulisic   | Borussia Dortmund   | 1    |
| 12º  | Danilo              | Real Madrid         | 1    |
| 12º  | David Alaba         | Bayern de Munique   | 1    |
| 12º  | Diego Godín         | Atlético de Madrid  | 1    |
| 12º  | Éder                | Internazionale      | 1    |
| 12º  | Edinson Cavani      | Paris Saint-Germain | 1    |
| 12º  | Eoghan O'Connell    | Celtic              | 1    |
| 12º  | Erik Lamela         | Tottenham           | 1    |
| 12º  | Gary Cahill         | Chelsea             | 1    |
| 12º  | Giacomo Bonaventura | Milan               | 1    |
| 12º  | Henrikh Mkhitaryan  | Manchester United   | 1    |
| 12º  | Jai Ingham          | Melbourne Victory   | 1    |
| 12º  | Juraj Kucka         | Milan               | 1    |
| 12º  | Layvin Kurzawa      | Paris Saint-Germain | 1    |
| 12º  | Leigh Griffiths     | Celtic              | 1    |
| 12º  | Lucas               | Paris Saint-Germain | 1    |
| 12º  | Luis Suárez         | Barcelona           | 1    |
| 12º  | Mariano             | Real Madrid         | 1    |
| 12º  | Marko Grujić        | Liverpool           | 1    |
| 12º  | Mauro Icardi        | Internazionale      | 1    |
| 12º  | Mehdi Benatia       | Juventus            | 1    |
| 12º  | M'Baye Niang        | Milan               | 1    |
| 12º  | Odsonne Edouard     | Paris Saint-Germain | 1    |
| 12º  | Ousmane Dembélé     | Borussia Dortmund   | 1    |
| 12º  | Paulo Dybala        | Juventus            | 1    |
| 12º  | Rafa Mújica         | Barcelona           | 1    |
| 12º  | Riyad Mahrez        | Leicester           | 1    |
| 12º  | Roberto Firmino     | Liverpool           | 1    |
| 12º  | Sadio Mané          | Liverpool           | 1    |
| 12º  | Sergio Agüero       | Manchester City     | 1    |
| 12º  | Stevan Jovetić      | Internazionale      | 1    |

| Pos. | Jogador            | Equipe(s)           | Assist. |
| ---- | ------------------ | ------------------- | ------- |
| 1º   | David Alaba        | Bayern de Munique   | 2       |
| 1º   | Luis Suárez        | Barcelona           | 2       |
| 1º   | Marco Asensio      | Real Madrid         | 2       |
| 4º   | Adam Lallana       | Liverpool           | 1       |
| 4º   | Alberto Moreno     | Liverpool           | 1       |
| 4º   | Alec Georgen       | Paris Saint-Germain | 1       |
| 4º   | Aleix Vidal        | Barcelona           | 1       |
| 4º   | Álex Carbonell     | Barcelona           | 1       |
| 4º   | Cesc Fàbregas      | Chelsea             | 1       |
| 4º   | David Silva        | Manchester City     | 1       |
| 4º   | Fabian Benko       | Bayern de Munique   | 1       |
| 4º   | Franck Ribéry      | Bayern de Munique   | 1       |
| 4º   | George Howard      | Melbourne Victory   | 1       |
| 4º   | Ivan Perišić       | Internazionale      | 1       |
| 4º   | Jeffrey Schlupp    | Leicester           | 1       |
| 4º   | Juan Cuadrado      | Chelsea             | 1       |
| 4º   | Juan Mata          | Manchester United   | 1       |
| 4º   | Kevin Stewart      | Liverpool           | 1       |
| 4º   | Lazar Marković     | Liverpool           | 1       |
| 4º   | Leonardo Ulloa     | Leicester           | 1       |
| 4º   | Lionel Messi       | Barcelona           | 1       |
| 4º   | Lorenzo Callegari  | Paris Saint-Germain | 1       |
| 4º   | Marcelo            | Real Madrid         | 1       |
| 4º   | Martin Ødegaard    | Real Madrid         | 1       |
| 4º   | Mauro Icardi       | Internazionale      | 1       |
| 4º   | Maxwell            | Paris Saint-Germain | 1       |
| 4º   | Michy Batshuayi    | Chelsea             | 1       |
| 4º   | Miralem Pjanić     | Juventus            | 1       |
| 4º   | Moritz Leitner     | Borussia Dortmund   | 1       |
| 4º   | M'Baye Niang       | Milan               | 1       |
| 4º   | Nathaniel Chalobah | Chelsea             | 1       |
| 4º   | Philipp Lahm       | Bayern de Munique   | 1       |
| 4º   | Rafinha            | Bayern de Munique   | 1       |
| 4º   | Roberto Pereyra    | Juventus            | 1       |
| 4º   | Sebastian Rode     | Borussia Dortmund   | 1       |
| 4º   | Shayon Harrison    | Tottenham           | 1       |
| 4º   | Shinji Kagawa      | Borussia Dortmund   | 1       |
| 4º   | Shinji Okazaki     | Leicester           | 1       |
| 4º   | Thomas Meunier     | Paris Saint-Germain | 1       |

## Transmissão no Brasil
A International Champions Cup será transmitida no Brasil pelo canal Esporte Interativo.